# Arbanitis biroi
Espèce
Synonymes
- Dyarcyops biroi Kulczyński, 1908
- Misgolas biroi (Kulczyński, 1908)

Arbanitis biroi est une espèce d'araignées mygalomorphes de la famille des Idiopidae.

## Distribution
Cette espèce est endémique de Nouvelle-Galles du Sud en Australie. Elle a été découverte à Mount Victoria.

## Étymologie
Cette espèce est nommée en l'honneur de Ludovico Biró.

## Publication originale
- Kulczyński, 1908 : Araneae musei nationalis Hungarici in regionibus Indica et Australia a Ludovico Biro collectae. Annals Historico-Naturales Musei Nationalis Hungarici, vol. 6, p. 428-494 (texte intégral).